# 連雲港白塔埠空港
連雲港白塔埠空港（れんうんこうはくとうふくうこう）は中華人民共和国江蘇省連雲港市に位置する軍用飛行場。連雲港市中心部より西25kmに位置する。
1985年3月26日に開港し、現在北京、上海（虹橋）、広州、桂林、大連との定期便が就航していた。2021年12月2日、連雲港花果山空港の開港に伴い、軍用飛行場となった。

## 歴史
- 1985年3月26日 - 旅客便の運航開始。
- 2015年8月1日 - 烏魯木斉航空がウルムチー蘭州－連雲港便を週3便で就航（現在は週2便）。
- 2018年1月29日 - 初の国際線として、中国国際航空が天津－連雲港－バンコク便を就航。
- 2018年2月1日 - 中国東方航空が南京－連雲港－フフホト便を就航。
- 2019年3月29日 - 中国東方航空が天津－連雲港－バンコク便を休止。
- 2019年3月31日 - 河北航空が石家庄ー連雲港－バンコク便（週4便）、石家庄ー福州－連雲港便（週4便）、石家庄ー連雲港－海口便（週3便）を就航。
- 2019年10月27日 - 中国東方航空が銀川－連雲港－温州便（週4便）、寧波－連雲港－オルドス便（週4便）を就航。北部湾航空が連雲港－三亜便（週4便）、連雲港－南寧便（週4便）を就航。厦門航空が連雲港－福州便（週4便）を就航。河北航空が石家庄ー連雲港－バンコク便を週7便に増便。
- 2019年11月10日 - 中国東方航空が連雲港－静岡便を週4便で就航。
- 2019年11月25日 - 海南航空が蘭州－連雲港－大阪／関西便を週2便で就航。
- 2021年12月2日 - 連雲港花果山空港が開港、民間機の運航は停止した。